# Lista primarilor din Galați
Aceasta este o listă a primarilor municipiului Galați.
Organizarea modernă a administrațiilor comunelor urbane a fost introdusă prin aplicarea Regulamentului Organic, la 13.01.1832. Premergător noii legiuiri, din 6 iunie 1830, orașul a fost administrat de o Comisie Orășănească formată din spătarul Dumitrache Codreanu, paharnicul Paraschiv Șerban și paharnicul A. Oaprișan. Se mai numea și Comisia Poliției. În decembrie 1831, comisia a fost înlocuită de Sfatul Municipal, alcătuit din 3 membri. Primul sfat la Galați, ales în 1832, a fost alcătuit din Petrache Altântovici, Iordachi Mantu și Ioan Siminovici.
Prima lege comunală modernă privind organizarea și administrarea comunelor urbane a fost promulgată în 1864. Începând cu acest moment au fost aleși următorii primari / președinți de comisii interimare în fruntea urbei gălățene:
| Nr. crt. | Nume                   | Naștere /deces | Ocupație                                                                  | Mandat                                        | De la                  | Până la                | Partid       | Poză |
| -------- | ---------------------- | -------------- | ------------------------------------------------------------------------- | --------------------------------------------- | ---------------------- | ---------------------- | ------------ | ---- |
| 1        | Ion Vizzu              | –              | institutor                                                                | primul                                        | 1864                   | 1865                   |              |      |
| 2        | Mantu Rufu             | –              | comerciant                                                                |                                               | 1866                   | 1867                   |              |      |
| 3        | Procopie S. Grumala    | –              | profesor                                                                  |                                               | 1867                   | 1868                   |              |      |
| 4        | Iancu Panaitescu       | –              |                                                                           |                                               | 1869                   | 1870                   |              |      |
| 5        | P. Zamaria             | –              | comerciant                                                                |                                               | 1870                   | 1871                   |              |      |
| 6        | Alexandru D. Moruzi    | –              | proprietar rural                                                          |                                               | 1872                   | 1874                   |              |      |
| 7        | Gheorghe Voleti        | –              | avocat                                                                    |                                               | 1874                   | 1875                   |              |      |
| 8        | Petrache Botezatu      | –              |                                                                           |                                               | 1875                   | 1876                   |              |      |
| 9        | Ștefan V. Nenițescu    | –              | comerciant                                                                |                                               | 1876                   | 1876                   |              |      |
| 10       | Gheorghe P. Mantu      | –              | comerciant                                                                |                                               | 1877                   | 1879                   |              |      |
| 11       | Costache Vârlan        | –              | avocat                                                                    |                                               | 1880                   | 1881                   |              |      |
| 12       | Dumitru Vizzu          | –              | avocat                                                                    |                                               | 1881                   | ianuarie 1883          |              |      |
| 13       | Gheorghe Mihăilescu    | –              | profesor                                                                  |                                               | februarie 1883         | martie 1883            |              |      |
| 14       | Gheorghe Fulger        | –              | proprietar rural, comerciant președinte de comisie interimară             |                                               | martie 1883            | aprilie 1884           |              |      |
| 15       | Gheorghe N. Cavallioti | –              | avocat, proprietar urban președinte de comisie interimară                 |                                               | aprilie 1884           | februarie 1885         |              |      |
| 16       | Costin Vârlan          | –              | avocat                                                                    |                                               | februarie 1885         | 17 zile (neaprobat)    |              |      |
| 17       | Andreiaș Panaitescu    | –              | fost perceptor fiscal                                                     |                                               | februarie 1885         | 1 lună (neaprobat)     |              |      |
| 18       | M. Hagi Nicola         | –              | comerciant președinte de comisie interimară                               | primul                                        | aprilie 1885           | noiembrie 1886         |              |      |
| 19       | Constantin A. Ressu    | –              | avocat                                                                    | primul                                        | noiembrie 1886         | martie 1887            |              |      |
| 20       | M. Hagi Nicola         | –              | comerciant președinte de comisie interimară                               | al doilea                                     | martie 1887            | iunie 1887             |              |      |
| 21       | Limeoleon Nebunelli    | –              | librar                                                                    |                                               | iunie 1887             | iulie 1888             |              |      |
| 22       | Constantin A. Ressu    | –              | avocat președinte de comisie interimară                                   | al doilea                                     | iulie 1888             | septembrie 1890        |              |      |
| 23       | Constantin A. Ressu    | –              | avocat președinte de comisie interimară                                   | al treilea                                    | septembrie 1890        | februarie 1891         |              |      |
| 24       | Gheorghe C. Robescu    | –              | avocat                                                                    |                                               | februarie 1891         | august 1892            |              |      |
| 25       | Stavrică Mantu         | –              | proprietar urban                                                          |                                               | august 1892            | noiembrie 1892         |              |      |
| 26       | Virgil G. Poenaru      | –              | avocat președinte de comisie interimară                                   |                                               | noiembrie 1892         | septembrie 1894        |              |      |
| 27       | Constantin A. Ressu    | –              | avocat președinte de comisie interimară                                   | al patrulea                                   | septembrie 1894        | octombrie 1895         |              |      |
| 28       | Costache P. Malaxa     | –              | proprietar rural președinte de comisie interimară                         |                                               | octombrie 1895         | octombrie 1896         |              |      |
| 29       | Gheorghe Nicolescu     | –              | avocat președinte de comisie interimară                                   |                                               | octombrie 1896         | decembrie 1899         |              |      |
| 30       | Costache G. Plesnilă   | –              | avocat                                                                    | primul                                        | decembrie 1896 ?       | martie 1898            |              |      |
| 31       | Constantin Ținc        | –              | farmacist                                                                 | primul                                        | martie-noiembrie 1898  | iunie 1899             |              |      |
| 32       | Mihail G. Orleanu      | –              | avocat                                                                    | primul                                        | noiembrie 1898 ?       | iunie 1899             |              |      |
| 33       | Zaharia Chiriac        | –              | avocat                                                                    |                                               | iunie 1899             | noiembrie 1899         |              |      |
| 34       | Gheorghe L. Aslan      | –              |                                                                           |                                               | noiembrie 1899         | februarie 1901         |              |      |
| 35       | Mihail G. Orleanu      | –              | președinte de comisie interimară                                          | al doilea                                     | februarie 1901         | noiembrie 1902         |              |      |
| 36       | Ion E. Bastache        | –              | avocat                                                                    |                                               | noiembrie 1902         | septembrie 1904        |              |      |
| 37       | Constantin Ținc        | –              | farmacist                                                                 | al doilea                                     | septembrie 1904        | decembrie 1904         |              |      |
| 38       | Alexandru Nicolescu    | –              | profesor președinte de comisie interimară                                 | primul                                        | ianuarie 1905          | iulie 1905             |              |      |
| 39       | Emil Vulpe             | –              | avocat președinte de comisie interimară                                   |                                               | iulie 1905             | aprilie 1907           |              |      |
| 40       | Gheorghe N. Gamulea    | –              | avocat președinte de comisie interimară                                   |                                               | aprilie 1907           | ianuarie 1909          |              |      |
| 41       | Pandeli D. Petrovici   | –              | profesor                                                                  |                                               | februarie 1909         | ianuarie 1911          |              |      |
| 42       | Costache G. Plesnilă   | –              | președinte de comisie interimară                                          | al doilea                                     | ianuarie 1911          | martie 1911            |              |      |
| 43       | Alexandru G. Nicolescu | –              | președinte de comisie interimară                                          | al doilea                                     | martie 1911            | octombrie 1912         |              |      |
| 44       | Nicolae Filipide       | –              | profesor președinte de comisie interimară                                 |                                               | octombrie 1912         | ianuarie 1914          |              |      |
| 45       | August Frățilă         | –              | profesor președinte de comisie interimară                                 |                                               | ianuarie 1914          | martie 1914            |              |      |
| 46       | Constantin Ținc        | –              | farmacist                                                                 | al treilea                                    | martie 1914            | octombrie 1917         |              |      |
| 47       | Vasile Bălășescu       | –              | președinte de comisie interimară                                          |                                               | octombrie 1917         | februarie 1918         |              |      |
| 48       | Eugeniu M. Bonache     | –              | jurist președinte de comisie interimară                                   |                                               | februarie 1918         | martie 1918            |              |      |
| 49       | Teodor Missir          | –              | avocat președinte de comisie interimară                                   |                                               | martie 1918            | septembrie 1918        |              |      |
| 50       | Ion N. Coltofeanu      | –              | comerciant președinte de comisie interimară                               |                                               | septembrie 1918        | septembrie 1918        |              |      |
| 51       | Al. Sideri             | –              | ofițer președinte de comisie interimară                                   |                                               | septembrie 1918        | noiembrie 1918         |              |      |
| 52       | Nae Dumitrescu         | –              | jurist                                                                    |                                               | noiembrie 1918         | ianuarie 1919          |              |      |
| 53       | Alecu Ignat            | –              | avocat președinte de comisie interimară                                   |                                               | ianuarie 1919          | martie 1919            |              |      |
| 54       | Zamfir Filoti          | –              | avocat președinte de comisie interimară                                   |                                               | martie 1919            | ianuarie 1920          |              |      |
| 55       | Ion Tohăneanu          | –              | profesor președinte de comisie interimară                                 |                                               | ianuarie 1920          | aprilie 1920           |              |      |
| 56       | Nicolae Alexandrescu   | –              | medic președinte de comisie interimară                                    |                                               | aprilie 1920           | iulie 1920             |              |      |
| 57       | Ion Sachetari          | –              | farmacist președinte de comisie interimară                                |                                               | iulie 1920             | noiembrie 1920         |              |      |
| 58       | Gheorghe H. Iorgala    | –              | avocat președinte de comisie interimară                                   |                                               | noiembrie 1920         | decembrie 1921         |              |      |
| 59       | Ion D. Popovici        | –              | inginer președinte de comisie interimară                                  |                                               | decembrie 1921         | ianuarie 1922          |              |      |
| 60       | Teodor I. Thenea       | –              | avocat președinte de comisie interimară                                   |                                               | ianuarie 1922          | martie 1923            |              |      |
| 61       | Iancu D. Prodom        | –              | comerciant președinte de comisie interimară                               |                                               | martie 1923            | ianuarie 1925          |              |      |
| 62       | Ștefan H. Ștefan       | –              | avocat președinte de comisie interimară                                   |                                               | ianuarie 1925          | iulie 1926             |              |      |
| 63       | Eugen Răutu            | –              | medic                                                                     |                                               | iulie 1926             |                        |              |      |
| 64       | Grigore P. Mihăilescu  | –              | avocat                                                                    | primul                                        | iulie 1926             | noiembrie 1927         |              |      |
| 65       | Emil Codreanu          | –              | avocat președinte de comisie interimară                                   | primul                                        | noiembrie 1927         | decembrie 1928         |              |      |
| 66       | Christache Teodoru     | –              | avocat președinte de comisie interimară                                   | primul                                        | decembrie 1928         | mai 1931               |              |      |
| 67       | Emil Codreanu          | –              | avocat președinte de comisie interimară                                   | al doilea                                     | mai 1931               | iunie 1932             |              |      |
| 68       | Gheorghe C. Plesnilă   | –              | președinte de comisie interimară                                          |                                               | iunie 1932             | octombrie 1932         |              |      |
| 69       | Christache Teodoru     | –              | avocat președinte de comisie interimară                                   | al doilea                                     | octombrie 1932         | noiembrie 1933         |              |      |
| 70       | Al. Nestor Măcelaru    | –              | medic președinte de comisie interimară                                    |                                               | februarie 1936         | ianuarie 1937          |              |      |
| 71       | Gh. H. Dumitrescu      | –              |                                                                           |                                               | ianuarie 1937          | ianuarie 1938          |              |      |
| 72       | Grigore P. Mihăilescu  | –              | președinte de comisie interimară                                          | al doilea                                     | 5 ianuarie 1938        | 11 februarie 1938      |              |      |
| 73       | Dimitrie C. Nanu       | –              | președinte de comisie interimară                                          |                                               | 11-16 februarie 1938   | primar cu delegație    |              |      |
| 74       | Theodor Atanasiu       | –              | președinte de comisie interimară                                          |                                               | februarie 1938         | octombrie 1938         |              |      |
| 75       | Traian Gruescu         | –              |                                                                           |                                               | octombrie 1938         | iunie 1940             |              |      |
| 76       | Constantin Stoiov      | –              |                                                                           |                                               | noiembrie 1940         | decembrie 1940         |              |      |
| 77       | Aurel Ibrăileanu       | –              |                                                                           |                                               | decembrie 1940         | ianuarie 1941          | Legiune      |      |
| 78       | Romulus Burbea         | –              |                                                                           |                                               | ianuarie 1941          | februarie 1942         |              |      |
| 79       | Ghiță Vasiliu          | –              |                                                                           |                                               | februarie 1942         | decembrie 1942         |              |      |
| 80       | Dan Sărățeanu          | –              |                                                                           |                                               | decembrie 1942         | august 1944            |              |      |
| 81       | Ilie Gheorghiu         | –              |                                                                           | primul                                        | august-septembrie 1944 | august-septembrie 1944 |              |      |
| 82       | Gheorghe Ullea         | –              |                                                                           |                                               | august 1944            | septembrie 1944        |              |      |
| 83       | Ilie Gheorghiu         | –              |                                                                           | al doilea                                     | noiembrie 1944         | iunie 1945             |              |      |
| 84       | Constantin Mârza       | –              |                                                                           |                                               | iulie 1945             | iunie 1946             |              |      |
| 85       | Ilie D. Rainici        | –              |                                                                           |                                               | iunie 1946             | aprilie 1948           |              |      |
| 86       | Sandu D.Constantin     | –              |                                                                           |                                               | aprilie 1948           | martie 1949            | PCR          |      |
| 87       | Ionescu Istrate        | –              | președinte al Comitetului Provizoriu al orașului Galați                   |                                               | aprilie 1949           | decembrie1950          | PCR          |      |
| 88       | Hristache Scarlat      | –              | președinte al Comitetului Executiv al Sfatului Popular al Orașului Galați | primul                                        | ianuarie 1951          | august 1951            | PCR          |      |
| 89       | Radu Hrehoreț          | –              | președinte al Comitetului Executiv al Sfatului Popular al Orașului Galați |                                               | septembrie 1951        | august 1952            | PCR          |      |
| 90       | Hristache Scarlat      | –              | președinte al Comitetului Executiv al Sfatului Popular al Orașului Galați | al doilea                                     | august 1952            | ianuarie 1954          | PCR          |      |
| 91       | Nicolae Nicola         | –              | președinte al Comitetului Executiv al Sfatului Popular al Orașului Galați | primul                                        | ianuarie 1954          | noiembrie 1954         | PMR          |      |
| 92       | Vasiliu Alexandru      | –              | președinte al Comitetului Executiv al Sfatului Popular al Orașului Galați |                                               | noiembrie 1954         | septembrie 1955        | PMR          |      |
| 93       | Nicolae Nicola         | –              | președinte al Comitetului Executiv al Sfatului Popular al Orașului Galați | al doilea                                     | septembrie 1955        | martie 1956            | PMR          |      |
| 94       | State Aurel            | –              | președinte al Comitetului Executiv al Sfatului Popular al Orașului Galați |                                               | martie 1956            | decembrie 1957         | PMR          |      |
| 95       | Rusu Nicolae           | –              | președinte al Comitetului Executiv al Sfatului Popular al Orașului Galați |                                               | ianuarie 1958          | februarie 1961         | PMR          |      |
| 96       | Zapis Vasile           | –              | președinte al Comitetului Executiv al Sfatului Popular al Orașului Galați |                                               | februarie 1961         | mai 1963               | PMR          |      |
| 97       | Stan Alecu             | –              | președinte al Comitetului Executiv al Sfatului Popular al Orașului Galați |                                               | mai 1963               | februarie 1968         | PMR, PCR     |      |
| 98       | Chiriță George         | –              | președinte al Comitetului Executiv al Sfatului Popular al Orașului Galați |                                               | februarie 1968         | 1972                   | PCR          |      |
| 99       | Bejan Ioan             | –              | președinte al Comitetului Executiv al Sfatului Popular al Orașului Galați |                                               | 1972                   | 1979                   | PCR          |      |
| 100      | Cojocaru Vasile        | –              | președinte al Comitetului Executiv al Sfatului Popular al Orașului Galați |                                               | 1979                   | 1982                   | PCR          |      |
| 101      | Dumitru Vasile         | –              | președinte al Comitetului Executiv al Sfatului Popular al Orașului Galați |                                               | 1982                   | 1984                   | PCR          |      |
| 102      | Caranghel Ion          | –              | președinte al Comitetului Executiv al Sfatului Popular al Orașului Galați |                                               | 1984                   | 1989                   | PCR          |      |
| 103      | Ion Mușat              | –              | inginer                                                                   |                                               | 1990                   | o zi în ianuarie       | CFSN         |      |
| 104      | Post vacant            |                |                                                                           |                                               | ianuarie-martie 1990   | 1 lună și jumătate     |              |      |
| 105      | Florea Oprea           | –              | profesor universitar                                                      |                                               | martie 1990            | august 1990            | FSN          |      |
| 106      | Samoilă Pătrașcu       | –              | inginer                                                                   |                                               | august 1990            | martie 1992            | FSN          |      |
| 107      | Eugen Durbacă          | –              | inginer                                                                   |                                               | 1992                   | 2000                   | ApR, PUR, PC |      |
| 108      | Dumitru Nicolae        | –              | inginer                                                                   | (trei mandate, cel mai longeviv primar)       | 2000                   | 2012                   | PSD          |      |
| 109      | Marius Stan            | –              | fost fotbalist inginer metalurg (fără să profeseze)                       |                                               | 2012                   | 2016                   | PNL          |      |
| 110      | Ionuț-Florin Pucheanu  | –              | jurist                                                                    | (cel mai tânăr primar din istoria Galațiului) | 2016                   | prezent                | PSD          |      |